# كيفن هندرسون
كيفن هندرسون (بالإنجليزية: Kevin Henderson)‏ (8 يونيو 1974 في المملكة المتحدة - ) هو لاعب كرة قدم بريطاني في مركز الهجوم. لعب مع نادي بيرنلي ونادي كارلايل يونايتد ونادي هارتلبول يونايتد ونادي غيتزهد وMorpeth Town A.F.C. ‏.

## وصلات خارجية
- كيفن هندرسون على موقع قاعدة بيانات كرة القدم.إي يو (الإنجليزية)